# Crocallis radiata
Crocallis radiata är en fjärilsart som beskrevs av Edward Alfred Cockayne 1949. Crocallis radiata ingår i släktet Crocallis och familjen mätare. Inga underarter finns listade i Catalogue of Life.